# Ione molecolare
Lo ione molecolare o ione poliatomico è un tipo di ione ottenuto ionizzando una molecola senza l'intervento di alcuna scissione, dunque semplicemente addizionando o rimuovendo uno o più elettroni.
Con il termine ione molecolare in spettrometria di massa si indica lo ione ottenuto ionizzando direttamente la molecola di analita. Ha grande importanza nella spettrometria di massa perché consente di ottenere il peso molecolare dell'analita, non essendo oggetto di ulteriori frammentazioni più o meno spinte che producono specie più piccole.

## Spettrometria di massa
In spettrometria di massa lo ione molecolare è lo ione radicalico ottenuto sottraendo o aggiungendo un elettrone alla molecola che si sta analizzando. Nella spettrometria a ioni positivi, la più comune, lo ione molecolare è quello che si ottiene sottraendo un elettrone alla molecola di analita (M+.), nella spettrometria a ioni negativi è quello che si ottiene aggiungendo un elettrone alla molecola dell'analita (M-.): ione molecolare positivo e ione molecolare negativo.
Questo ione dà un'informazione importante: il peso molecolare dell'analita, dal quale si può in parte risalire alla composizione elementare.
Negli spettri ottenuti con ionizzazione elettronica, tecnica che provoca una frammentazione piuttosto spinta, se è presente rappresenta il picco con il più alto valore di m/z. Non è così in altri tipi di spettri: ad esempio negli spettri ottenuti con ionizzazione elettrospray è il picco con minor valore di m/z dal momento che gli unici picchi visibili sono quelli dello ione molecolare e degli addotti che questo forma con gli ioni presenti in soluzione.
In passato lo ione molecolare veniva chiamato anche ione padre, oggi si preferisce evitare questa dizione per non creare confusione con gli ioni precursori o genitori della spettrometria di massa tandem, quei frammenti cioè che vengono ulteriormente frammentati per generare i cosiddetti ioni figli.

### Produzione dello ione molecolare tramite ionizzazione elettronica per vari composti organici
L'intensità del picco dello ione molecolare segue grosso modo questo andamento: aromatici > alcheni coniugati > composti ciclici > solfuri > alcani lineari a catena corta > mercaptani.
Meno intenso: chetoni > ammine > esteri > eteri > acidi carbossilici, aldeidi, ammidi, alogenuri.
Solitamente è assente in: alcoli alifatici, nitriti, nitrati, nitrocomposti e nitrili. In generale è assente anche nei composti molto ramificati.